# Lionel Potillon
Lionel Potillon (ur. 10 lutego 1974 w Cluny) – francuski piłkarz. Występował na pozycji obrońcy.
Potillon profesjonalną karierę rozpoczynał w 1994 roku, w pierwszoligowym AS Saint-Étienne. W pierwszym sezonie rozegrał tam 28 ligowych pojedynków i zdobył w nich jedną bramkę. W kolejnym rzadziej grał w wyjściowej jedenastce, wchodząc na boisko głównie z ławki rezerwowych. Łącznie zaliczył dziewięć spotkań w Ligue 1, a Les Verts po zajęciu dziewiętnastego miejsca zostali zdegradowani do drugiej ligi. Wtedy Potillon zaczął regularnie grywać w pierwszym zespole ekipy ze Stade Geoffroy-Guichard. W 1999 roku wraz z klubem powrócił do ekstraklasy, ale utrzymał swoją pozycję w drużynie. Dwa lata później Saint-Étienne uplasowało się na siedemnastym miejscu w tabeli i ponownie zostało relegowane do Ligue 2. Z tego powodu Potillon postanowił odejść do Paris Saint-Germain. W sezonie 2001/02 PSG zajęło czwartą pozycję w lidze, co uprawniło je do gry w Pucharze UEFA. Te rozgrywki zakończyli na trzeciej rundzie, po przegranym dwumeczu z Boavistą Porto. W 2003 został sprzedany do hiszpańskiego Realu Sociedad. Jednak po roku powrócił do ojczyzny, podpisując kontrakt z FC Sochaux. Miał tam spore problemy z przebiciem się do pierwszej jedenastki, w ciągu trzech sezonów, rozgrywając 35 spotkań w lidze. W 2007 roku zakończył karierę.
| Sezon   | Klub                | Kraj      | Rozgrywki        | Mecze | Bramki |
| ------- | ------------------- | --------- | ---------------- | ----- | ------ |
| 1994/95 | AS Saint-Étienne    | Francja   | Ligue 1          | 28    | 1      |
| 1995/96 | AS Saint-Étienne    | Francja   | Ligue 1          | 9     | 0      |
| 1996/97 | AS Saint-Étienne    | Francja   | Ligue 2          | 31    | 0      |
| 1997/98 | AS Saint-Étienne    | Francja   | Ligue 2          | 31    | 1      |
| 1998/99 | AS Saint-Étienne    | Francja   | Ligue 2          | 32    | 0      |
| 1999/00 | AS Saint-Étienne    | Francja   | Ligue 1          | 31    | 4      |
| 2000/01 | AS Saint-Étienne    | Francja   | Ligue 1          | 28    | 3      |
| 2001/02 | Paris Saint-Germain | Francja   | Ligue 1          | 25    | 0      |
| 2002/03 | Paris Saint-Germain | Francja   | Ligue 1          | 26    | 0      |
| 2003/04 | Paris Saint-Germain | Francja   | Ligue 1          | 2     | 0      |
| 2003/04 | Real Sociedad       | Hiszpania | Primera Division | 20    | 0      |
| 2004/05 | FC Sochaux          | Francja   | Ligue 1          | 19    | 1      |
| 2005/06 | FC Sochaux          | Francja   | Ligue 1          | 8     | 0      |
| 2006/07 | FC Sochaux          | Francja   | Ligue 1          | 8     | 0      |